# José Pérez Mateos
José Pérez Mateos (Murcia, 2 de septiembre de 1884 - † Murcia, 16 de julio de 1956) médico otorrinolaringólogo español, musicólogo. Presidente de la Organización Médica Colegial de España (1927-1936).

## Biografía
Nació en Murcia el 2 de septiembre de 1884, Pérez Mateos obtuvo la Licenciatura en Medicina y Cirugía en 1906 y su título de doctor en 1908, con una tesis sobre Diagnóstico precoz de la tuberculosis.. Profesional de reconocido prestigio, médico otorrinolaringólogo y gran musicólogo; fue una figura importante en la vida cultural murciana. Fue subsecretario de Sanidad, y alcalde de Murcia.
Falleció en Murcia, el 16 de julio de 1956. Como reconocimiento a su destacada labor sanitaria fue nombrado también presidente de honor de la Sociedad Española de Otorrinolaringología.

### Médico

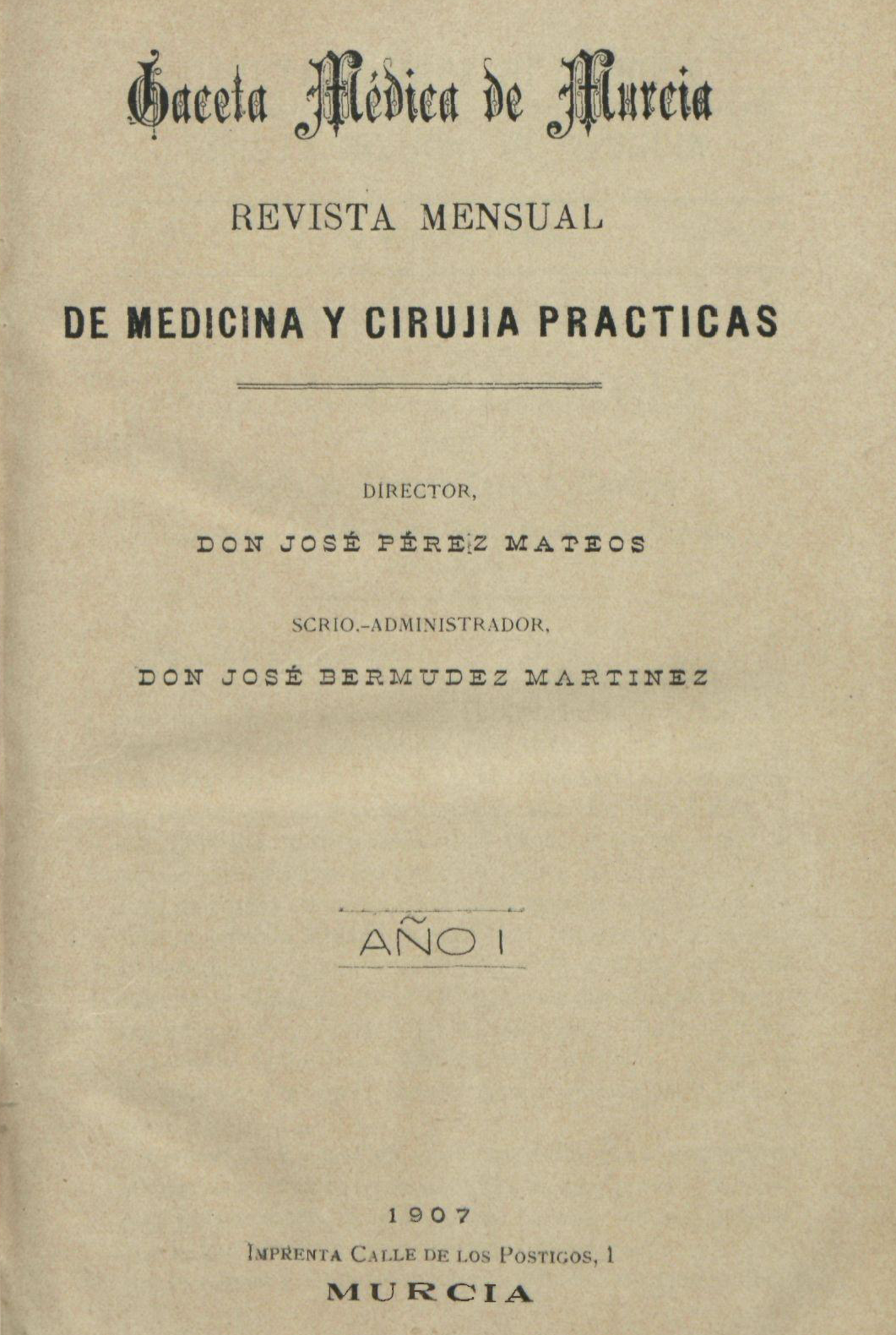
Portada de la revista Gaceta Médica de Murcia en 1907.

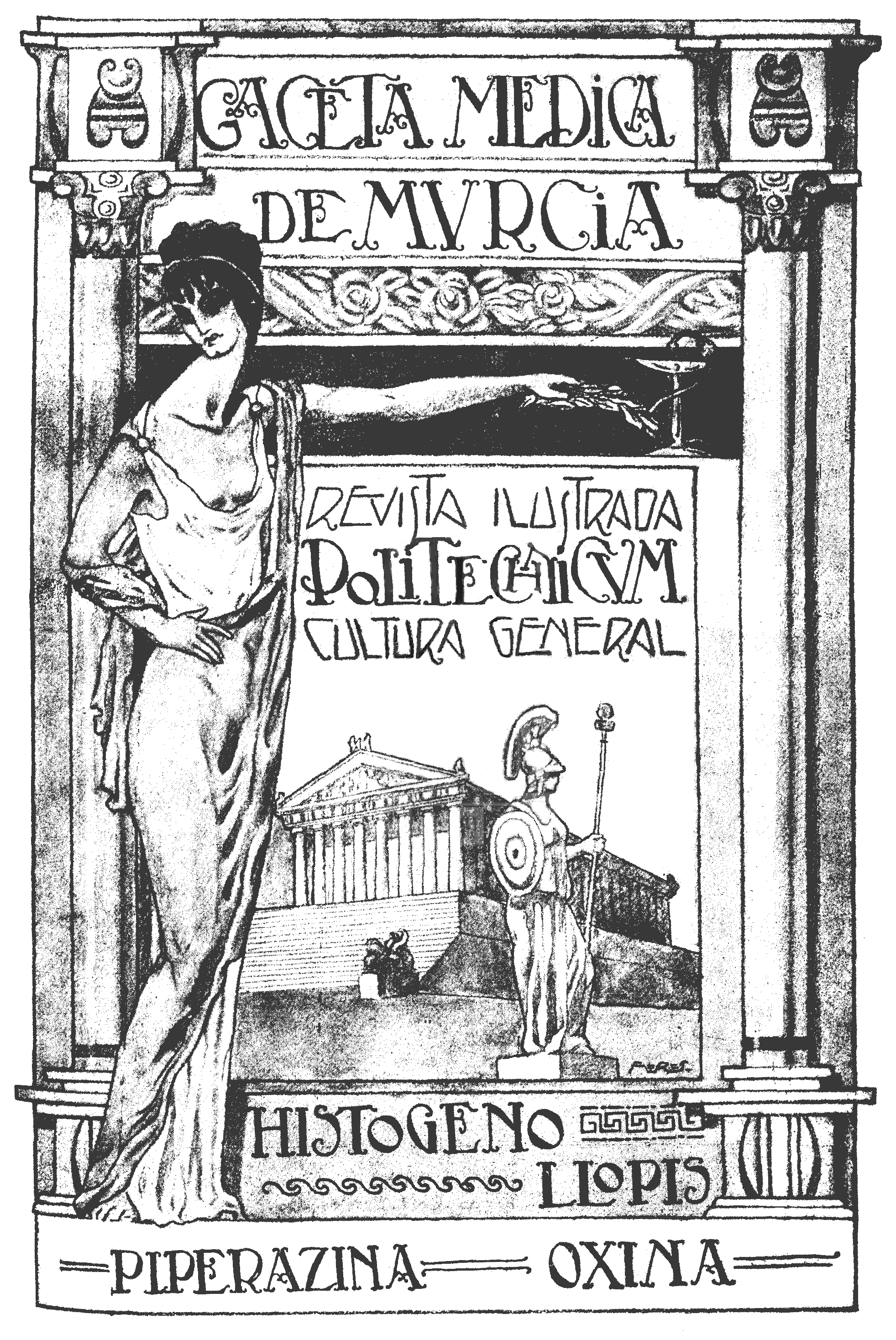
Cabecera de la revista de cultura general Polytechnicum, publicada en Murcia el 1 de octubre de 1916

Al año de terminar sus estudios, en 1907, fundó la Gaceta Médica de Murcia, que tuvo difusión hasta el año 1916, en cuya fecha crearía la revista  Polytechnicum, dedicada a las ciencias, artes y cultura general.
Presidente de la Organización Médica Colegial de España entre 1927 y 1936, siendo Presidente del Colegio Oficial de Médicos de Murcia y de la Federación Regional de Levante.
Ingresó en la Real Academia de Medicina y Cirugía de Murcia el 18 de noviembre de 1928, de la que posteriormente sería su presidente hasta su fallecimiento.
En la VIII Asamblea Nacional de Juntas Directivas de Colegios Médicos, celebrada en Barcelona en 1928, y presidida por el Dr. Pérez Mateos, se aprobó el proyecto de Previsión Médica Nacional y los estatutos de la Organización Médica Colegial de España, donde se consagra al Consejo General de Colegios de Médicos en su papel decisorio para establecer las relaciones entre los Colegios provinciales, los Poderes Públicos y organismos oficiales y los propios colegiados, se anula cualquier otra forma de organización anterior, tanto regional como comarcal, y se crea un único Colegio de Médicos Provincial por cada provincia como única institución oficial de los médicos de España.
En 1930, el Gobierno aprueba un real decreto que modifica los estatutos de la Organización Médica Colegial y que incluye la siguiente disposición adicional: “El Consejo General de los Colegios Médicos redactará y someterá a la aprobación del ministro de Gobernación, en el plazo de tres meses, un proyecto para la organización de una institución de previsión médica nacional que, acogiendo por igual a cuantos ejerzan la medicina en España, atienda a los riesgos de invalidez y ancianidad y a procurar para las viudas y huérfanos socorros o pensiones que les permitan algún medio decoroso de subsistencia; todo ello en forma que no exija sacrificios incompatibles con la modesta capacidad económica del mayor número de profesionales”.
José Pérez Mateos lanzó la propuesta definitiva de previsión social para aliviar el desamparo y el infortunio de los médicos y sus familias; proponiendo una mutualidad sanitaria de ámbito nacional y de carácter obligatorio para todos los profesionales, creando y siendo el primer presidente de Previsión Médica Nacional, renombrada posteriormente como Previsión Sanitaria Nacional al incorporarse otros profesionales sanitarios como farmacéuticos, veterinarios y odontólogos; cuya primera sede social se ubicó en Murcia.

### Literato y musicólogo
Desarrolló una brillante carrera al margen de la cual cultivó la literatura y la música, siendo un técnico consumado y compositor inspiradísimo, destacando en 1908 un premio de poesía en el Certamen del Centenario de la Independencia, y autor de una Sinfonía estrenada en 1909 en Barcelona. Miembro correspondiente de la Academia de San Fernando y miembro honorario de la Asociación de Médicos, Escritores y Artistas, publicó trabajos de estética musical. Fundador y primer presidente de la Academia Alfonso X el Sabio de Murcia.
Fundador del Conservatorio de Murcia en 1919.

## Publicaciones
- Los cantos regionales murcianos (1944).
- Ontogenis y Foligenia de los sentimientos estéticos.
- Filosofía del Arte Wagneriano
- ¿Debe fundarse una mutual médica de Levante? Murcia: Tip. Sánchez; 1924.
- El oído y la música
- La función auditiva y el lenguaje sonoro. El genio musical: su localización cerebral: sus caracteres psico-fisiológicos. (Discurso de su receptación pública en la Real Academia de Medicina de Murcia; 18 de noviembre de 1928.) Revista Estudios Médicos. 1928; (67).

## Reconocimiento
- Medalla de Oro de la Previsión
- Premio Couder y Moratilla, de la Real Academia Nacional de Medicina.
- Desde 1981 da nombre a una avenida y al complejo de Previsión Sanitaria Nacional de San Juan de Alicante.

| Predecesor: Francisco Carmona Camón | Presidente de la Organización Médica Colegial de España 1927-1936 | Sucesor: Marcelino Gavilán Bofill |